# Schwarzbacher Grund
Das Naturschutzgebiet Schwarzbacher Grund liegt im Landkreis Schmalkalden-Meiningen in Thüringen. Es erstreckt sich nordwestlich und östlich von Schwarzbach, einem Ortsteil der Gemeinde Schwallungen, entlang des Schwarzbaches, eines linken Nebenflusses der Werra, und seiner Nebenbäche. Unweit östlich des Gebietes fließt die Werra und verläuft die B 19.

## Bedeutung
Das 169,2 ha große Gebiet mit der NSG-Nr. 348 wurde im Jahr 1998 unter Naturschutz gestellt. 